# Cichlasoma beani
 Cichlasoma beani és una espècie de peix de la família dels cíclids i de l'ordre dels perciformes.

## Morfologia
Els mascles poden assolir els 30 cm de longitud total.

## Distribució geogràfica
Es troba a la zona pacífica de Mèxic. Abans era present a Califòrnia (Estats Units) però s'hi va extingir.